# Rookie Brown
William J. Brown, detto Rookie (Filadelfia, 15 febbraio 1925 – Neptune, 22 maggio 1971), è stato un cestista statunitense, professionista nella NBL.

## Carriera
Giocò per una stagione nella NBL, disputando 10 partite con 4,8 punti di media.